# Bonnetan
Bonnetan (Bonetan —avec un seul n — en gascon) est une commune du Sud-Ouest de la France, située dans le département de la Gironde en région Nouvelle-Aquitaine.

## Géographie

### Localisation
Commune de l'aire d'attraction de Bordeaux située dans son unité urbaine, son territoire est assez vallonneux, et fait partie de l'Entre-deux-Mers entre Tresses et Créon, à 18 km de Bordeaux.

### Communes limitrophes
Les communes limitrophes sont  Fargues-Saint-Hilaire, Lignan-de-Bordeaux, Loupes, Pompignac et Sallebœuf.
| Pompignac             | Sallebœuf |        |
| Fargues-Saint-Hilaire | Bonnetan  |        |
| Lignan-de-Bordeaux    |           | Loupes |

### Climat
Pour des articles plus généraux, voir Climat de la Nouvelle-Aquitaine et Climat de la Gironde.
Historiquement, la commune est exposée à un climat océanique aquitain.  
En 2020, Météo-France publie une typologie des climats de la France métropolitaine dans laquelle la commune est exposée à un climat océanique et est dans la région climatique  Aquitaine, Gascogne, caractérisée par une pluviométrie abondante au printemps, modérée en automne, un faible ensoleillement au printemps, un été chaud (19,5 °C), des vents faibles, des brouillards fréquents en automne et en hiver et des orages fréquents en été (15 à 20 jours).
Pour la période 1971-2000, la température annuelle moyenne est de 12,7 °C, avec une amplitude thermique annuelle de 14,6 °C. Le cumul annuel moyen de précipitations est de 854 mm, avec 11,8 jours de précipitations en janvier et 7,1 jours en juillet. Pour la période 1991-2020, la température moyenne annuelle observée sur la station météorologique la plus proche, située sur la commune de Cadaujac à 12 km à vol d'oiseau, est de 13,8 °C et le cumul annuel moyen de précipitations est de 918,3 mm,. Pour l'avenir, les paramètres climatiques de la commune estimés pour 2050 selon différents scénarios d’émission de gaz à effet de serre sont consultables sur un site dédié publié par Météo-France en novembre 2022.

## Urbanisme

### Typologie
Au 1er janvier 2024, Bonnetan est catégorisée commune rurale à habitat dispersé, selon la nouvelle grille communale de densité à sept niveaux définie par l'Insee en 2022.
Elle appartient à l'unité urbaine de Bordeaux, une agglomération intra-départementale regroupant 73  communes, dont elle est une commune de la banlieue,,. Par ailleurs la commune fait partie de l'aire d'attraction de Bordeaux, dont elle est une commune de la couronne,. Cette aire, qui regroupe 275 communes, est catégorisée dans les aires de 700 000 habitants ou plus (hors Paris),.

### Occupation des sols

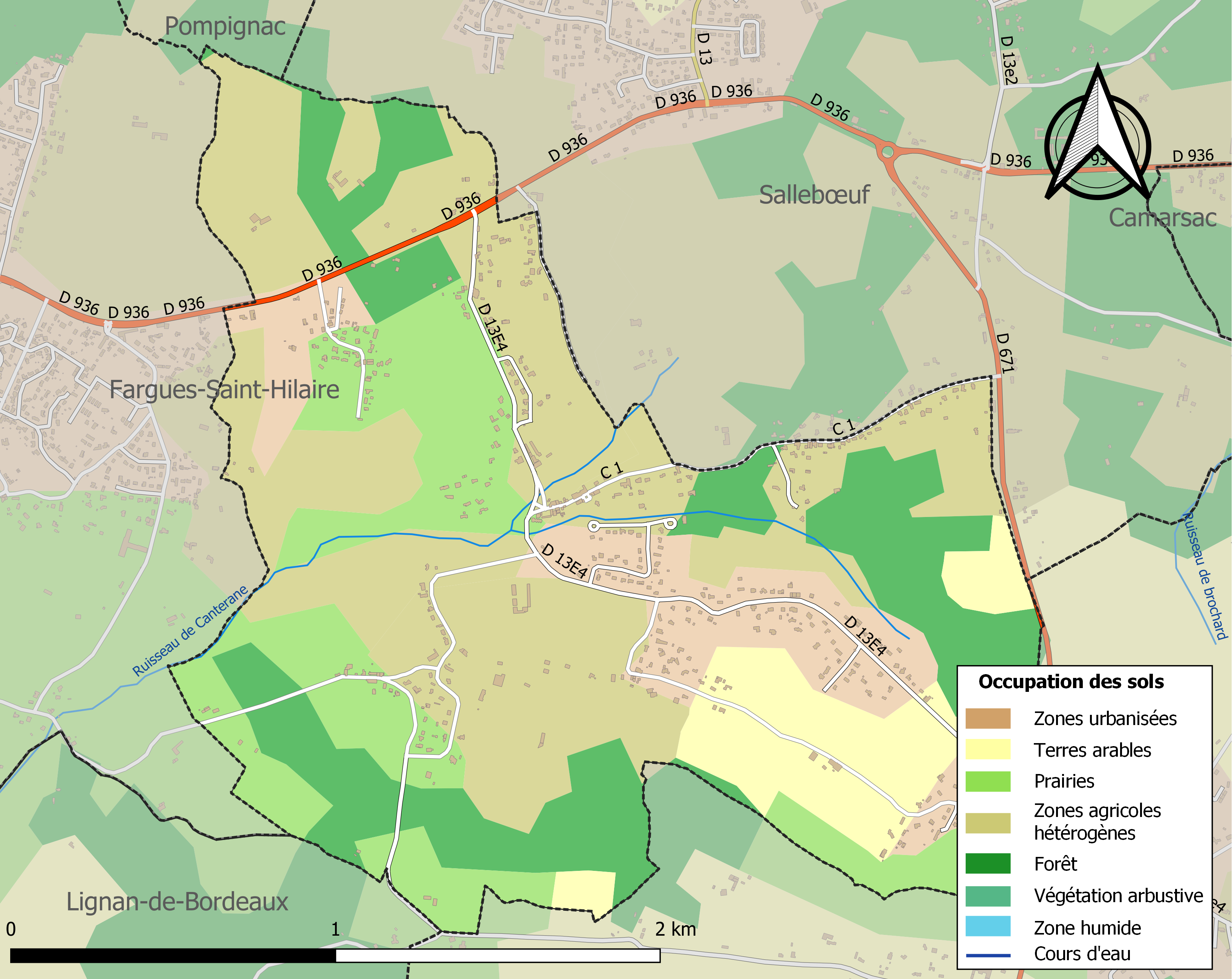
Carte des infrastructures et de l'occupation des sols de la commune en 2018 (CLC).

L'occupation des sols de la commune, telle qu'elle ressort de la base de données européenne d’occupation biophysique des sols Corine Land Cover (CLC), est marquée par l'importance des territoires agricoles (68,8 % en 2018), en diminution par rapport à 1990 (74,3 %). La répartition détaillée en 2018 est la suivante : 
zones agricoles hétérogènes (38,9 %), prairies (19,1 %), forêts (18,5 %), zones urbanisées (12,8 %), cultures permanentes (10,8 %). L'évolution de l’occupation des sols de la commune et de ses infrastructures peut être observée sur les différentes représentations cartographiques du territoire : la carte de Cassini (XVIIIe siècle), la carte d'état-major (1820-1866) et les cartes ou photos aériennes de l'IGN pour la période actuelle (1950 à aujourd'hui).

### Voies de communication et transports
On y accède par l'autoroute A630, sortie  24, suivre la route départementale 936 et traverser Fargues-Saint-Hilaire en direction de Bergerac.

### Risques majeurs
Le territoire de la commune de Bonnetan est vulnérable à différents aléas naturels : météorologiques (tempête, orage, neige, grand froid, canicule ou sécheresse), inondations, mouvements de terrains et séisme (sismicité faible). Un site publié par le BRGM permet d'évaluer simplement et rapidement les risques d'un bien localisé soit par son adresse soit par le numéro de sa parcelle.
La commune a été reconnue en état de catastrophe naturelle au titre des dommages causés par les inondations et coulées de boue survenues en 1982, 1999, 2008, 2009, 2014 et 2021,.
Les mouvements de terrains susceptibles de se produire sur la commune sont des tassements différentiels.

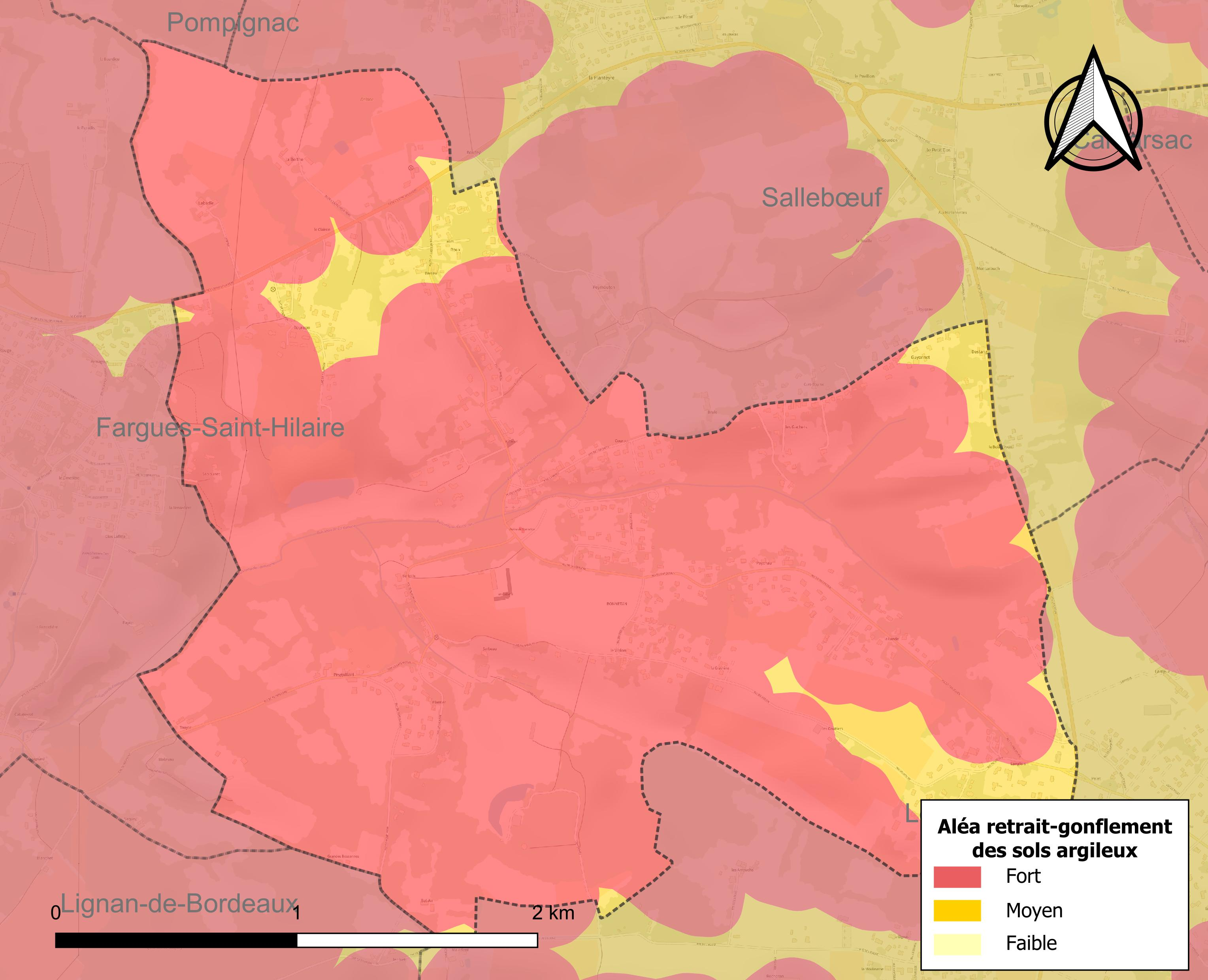
Carte des zones d'aléa retrait-gonflement des sols argileux de Bonnetan.

Le retrait-gonflement des sols argileux est susceptible d'engendrer des dommages importants aux bâtiments en cas d’alternance de périodes de sécheresse et de pluie. La totalité de la commune est en aléa moyen ou fort (67,4 % au niveau départemental et 48,5 % au niveau national). Sur les 401 bâtiments dénombrés sur la commune en 2019,  401 sont en aléa moyen ou fort, soit 100 %, à comparer aux 84 % au niveau départemental et 54 % au niveau national. Une cartographie de l'exposition du territoire national au retrait gonflement des sols argileux est disponible sur le site du BRGM,.
Par ailleurs, afin de mieux appréhender le risque d’affaissement de terrain, l'inventaire national des cavités souterraines permet de localiser celles situées sur la commune.
Concernant les mouvements de terrains, la commune a été reconnue en état de catastrophe naturelle au titre des dommages causés par la sécheresse en 1989, 2003 et 2011 et par des mouvements de terrain en 1999.

## Histoire
Bonnetan est un village dont l'implantation est ancienne mais l'origine de son nom est soumise à controverse : 
- Des sources historico-archéologiques (?) feraient référence à une exploitation agricole entourée de vignes dès l'époque gallo-romaine et dont le propriétaire serait un dénommé Bonitus. Le nom de la commune proviendrait ainsi de l'anthroponyme et du suffixe latin -anum.
- Selon les Archives Départementales de la Gironde, le toponyme "Bonnetan" apparait pour la première fois dans le Grand Cartulaire de l’abbaye de La Sauve Majeure (1185) à propos d’un don fait par Dame Mathilde, veuve de Raimond de Bonnetan parti en croisade à Jérusalem.
- Une version toponymique consisterait à faire dériver Bonnetan du gascon "boun estang", par analogie avec un étang dans un point bas de la commune, version qui trouve écho dans la devise (toutefois récente) de la commune : "aou bouns pescayres, boun estang"[20].
- Des documents issus de la Comptabilité de l’Archevêché de Bordeaux[21], relatent des relances adressées à Arnaud de la Mote, curé de la paroisse de "Bonétan" (orthographe retrouvée dans plusieurs documents entre 1337 et 1624) pour retard au versement des dîmes entre 1338 et 1346. Pendant la Guerre de 100 ans, en 1372, un certain Arnaud Forthon déclare ne pouvoir payer son bail à l’Archevêché pour la raison que les Français ont détruit tous les produits du village.
- Enfin, l'église de "Bonetano" apparait dans la Nomenclature des Paroisses du Diocèse de 1398 : "Sanctus Martinus de Bonetano".
- L'Inventaire Sommaire des Archives Départementales antérieures à 1790[22] mentionne un bail à fief (acte de concession de biens) d'une terre, près d'une propriété de « la coffrayria prebeyriu » en 1452, une reconnaissance pour une parcelle de terre confronte « la terra de la confrayria de preberiu » en 1478 mais également la présence d'une seigneurie foncière en 1498 sur la commune de "Bonnetan".
- Toujours dans les Archives départementales de la Gironde, un document des Administrations Provinciales - intendance de Bordeaux fait référence en 1770,  à la commune sous le nom "Bonnetan-entre-deux-mers".

La plupart des nombreux lieux-dits de la commune ont une sonorité gasconne.  Ainsi, le nom du ruisseau qui court à travers le village, Canterane, vient du gascon "du lieu où chante la grenouille".  Certains de ces noms sont soumis à discussion entre linguistes, historiens, archéologues et "simples" passionnés. Par exemple "le Pas d'Ouen"; il s'agit soit d'un mot provenant du gascon signifiant "prairie humide, pacage", soit son origine est religieuse (et dans ce cas, mal orthographiée au fil des siècles) et vient du verbe oindre comme c'est le cas dans le secteur de Verdelais. Dans un acte du roi-duc Edouard Ier, le mot est cependant attesté sous la forme "padouëns" (bas latin médiéval: paduens-paduentis) et sa traduction est : pâturage communal.
La Protohistoire, l'Antiquité et la période médiévale de Bonnetan sont mal connues. L'archéologie par photographie aérienne a révélé la présence d'anciennes structures anthropiques (creusement de fondations ou fossés, édification de murs) et des fragments de poterie et d'objets métalliques anciens ont été retrouvés non loin de la Canterane.
Les Archives départementales de la Gironde font état de la présence d'une mardelle nivelée par des plants de vignes, et ce, au lieu-dit Fossa-Johan, en 1275. Les mardelles sont des excavations creusées par l'homme, datant de l'époque gauloise, qui attestent de la présence de maison de bois et d'argile, de plan circulaire. Ladite maison est montée sur un soubassement de pierres sèches, ou enfoncée à demi dans le sol. Lorsque l'excavation subsiste, formant un étang (tiens donc), cela s'appelle une mardelle.
Au lieu-dit Peychaud (également nom d'un chateau appartenant à la famille de Pontac, que l'on retrouve sur la commune d'Ambarès- et-Lagrave), la motte du Bois des Douves, de plan carré d'environ 25 m de côté, était entourée de fossés, assez larges, aujourd'hui plus ou moins comblés, mais sa fonction reste méconnue : une motte féodale dominant le Bourgou ou un fanum (ce qui, avec l'attestation d'au moins une mardelle, pourrait signifier la présence d'un oppidum) ; en effet, bien que la majorité des sanctuaires s’intègre dans une aire sacrée ou péribole, on connaît également des exemples délimités par de simples "fossés d'enclos", et ce surtout avant le milieu du Ier siècle et sur nombre de sanctuaires ruraux de petite ampleur. Le débat sur ce point est ouvert depuis le XIXe siècle.

## Politique et administration
La commune de Bonnetan appartient à l'arrondissement de Bordeaux. À la suite du découpage territorial de 2014 entré en vigueur à l'occasion des élections départementales de 2015, la commune demeure dans le canton de Créon remodelé,. Bonnetan fait également partie de la communauté de communes des Coteaux Bordelais, membre du Pays du Cœur de l'Entre-deux-Mers.
| Période                                  | Période                     | Identité         | Étiquette | Qualité                    |
| ---------------------------------------- | --------------------------- | ---------------- | --------- | -------------------------- |
| Les données manquantes sont à compléter. |                             |                  |           |                            |
|                                          | 1989                        | Jean Prince      |           |                            |
| mars 2001                                | 2008                        | Christian Raynal |           | enseignant                 |
| mars 2008                                | En cours (au 30 avril 2014) | Alain Bargue     |           | retraité Fonction publique |

## Démographie
Les habitants de Bonnetan sont appelés les Bonnetanais.
L'évolution du nombre d'habitants est connue à travers les recensements de la population effectués dans la commune depuis 1793. Pour les communes de moins de 10 000 habitants, une enquête de recensement portant sur toute la population est réalisée tous les cinq ans, les populations de référence des années intermédiaires étant quant à elles estimées par interpolation ou extrapolation. Pour la commune, le premier recensement exhaustif entrant dans le cadre du nouveau dispositif a été réalisé en 2005.

En 2022, la commune comptait 1 048 habitants, en évolution de +11,61 % par rapport à 2016 (Gironde : +6,91 %, France hors Mayotte : +2,11 %).
| 1793 | 1800 | 1806 | 1821 | 1831 | 1836 | 1841 | 1846 | 1851 |
| ---- | ---- | ---- | ---- | ---- | ---- | ---- | ---- | ---- |
| 201  | 161  | 194  | 200  | 229  | 216  | 226  | 200  | 207  |

| 1856 | 1861 | 1866 | 1872 | 1876 | 1881 | 1886 | 1891 | 1896 |
| ---- | ---- | ---- | ---- | ---- | ---- | ---- | ---- | ---- |
| 189  | 195  | 215  | 252  | 237  | 234  | 235  | 238  | 260  |

| 1901 | 1906 | 1911 | 1921 | 1926 | 1931 | 1936 | 1946 | 1954 |
| ---- | ---- | ---- | ---- | ---- | ---- | ---- | ---- | ---- |
| 270  | 261  | 241  | 218  | 242  | 234  | 216  | 183  | 234  |

| 1962 | 1968 | 1975 | 1982 | 1990 | 1999 | 2005 | 2006 | 2010 |
| ---- | ---- | ---- | ---- | ---- | ---- | ---- | ---- | ---- |
| 255  | 275  | 418  | 623  | 679  | 735  | 805  | 810  | 806  |

| 2015 | 2020  | 2022  | - | - | - | - | - | - |
| ---- | ----- | ----- | - | - | - | - | - | - |
| 916  | 1 011 | 1 048 | - | - | - | - | - | - |

## Culture locale et patrimoine

### Lieux et monuments
- L'église Saint-Martin avec son cimetière et un monument sépulcral. Elle est inscrite à l'Inventaire général du patrimoine culturel[35]. Le vocable de l’église Saint-Martin indique qu’elle pourrait avoir été fondée au VIe ou au VIIe siècle, au moment de l’évangélisation de la région et de la grande popularité de ce saint. C’est une petite église romane dont la construction remonte vraisemblablement à la première moitié du XIIIe siècle. Pendant la Fronde, en 1649, l’église de Bonnetan est saccagée et pillée par des hommes de la garnison du château de Vayres et elle est remaniée à la suite de l’effondrement des voûtes, à partir de 1664. C’est un édifice qui a également été très restauré en 1890, date à laquelle furent ajoutés une sacristie, un porche, une fausse voûte et une tribune. Elle est de plan allongé, composée d’une nef de deux travées terminée par un chevet plat, Le clocher arcade a été transformé en tour carrée par l’adjonction de trois côtés. Six corbeaux romans figurent dans la première travée. Un porche en forme de couloir sert de péristyle à l’église. L’auvent de façade a été construit en 1852. L’édifice conserve une chaire en noyer provenant du couvent de la Merci de Bordeaux (les mercédaires étaient des religieux qui rachetaient des chrétiens fait prisonniers par les Maures ou alors qui s’engageaient à leur place et devenaient esclaves). De style fin Louis XIV, cette chaire octogonale présente cinq côtés sur un cul-de-four décoré de larges feuilles. Entre ce dernier et le corps de la chaire s’étend un tore en olivier. Trois tableaux encadrés de moulure décorent la rampe. Sur chaque pan de la chaire figurent quatre sujets dont la composition tourmentée rappelle l’école de Lesueur.  Comme couvrement, on a une fausse voûte en berceau et une fausse voûte en anse de panier. Présence d’un escalier intérieur en vis. Le gros-œuvre : pierre, pierre de taille, moellon, enduit partiel. Type de couverture : toit à longs pans ; croupe ; toit en pavillon. Matériau : tuile creuse Décor : sculpture, représentation : ornement végétal, sujet : feuillage, support : intérieur, chapiteaux
- Le presbytère : avec écuries, remise, chai et cuvier. L'édifice correspond à la description qui en est faite lors de sa vente en 1796 mais ne parait pas antérieur au milieu du XVIIIe siècle si l’on se réfère à son décor d’architecture tant intérieur qu’extérieur. Il daterait donc de la seconde moitié du XVIIIe siècle. Le gros-œuvre est en pierre, moellon, enduit. Type de couverture : toit à longs pans, croupe. Matériau : tuile creuse. Étages : sous-sol ; un étage carré ; étage de comble. Escaliers : escalier intérieur ; escalier tournant à retours avec jours.
- Le château de la Loubière. C'est un édifice de la fin du XVe siècle - début du XVIe (pour l'essentiel) ayant appartenu à la famille de Canolle, seigneurs de Lescours et de la Loubeyre. Puis au XVIIe siècle, et jusqu'à la Révolution, il appartient à la famille de Ségur. Le château présente deux toits à pignons aigus, couverts de tuile plate et courant parallèlement, sur un grand logis rectangulaire de deux niveaux surmontés d'un étage de combles. Il est flanqué d'une tour carrée qui abritait peut être un escalier à vis. Une étude plus poussée déterminerait si les deux blocs formant le logis sont le résultat d'une, deux ou trois campagnes de construction. Un linteau trouvé lors de travaux de restauration indique que le logis était équipé de fenêtres à meneaux et croisillons à moulures prismatiques de la fin du XVe ou du début du XVIe siècle. Sous les Ségur, certaines ouvertures sont remaniées, une porte à motifs antiquisants est ouverte au rez-de-chaussée et une nouvelle construction est accolée contre le mur pignon ouest. Au XVIIIe siècle, est venue se greffée une aile de communs en retour d'équerre, portant la date de 1766 sur une porte, puis une seconde (dépendances agricoles) au XIXe siècle, formant une cour en U. Cette demeure a servi d'auberge-relais au XIXe siècle. Parties constituantes : cuvier ; remise ; écurie ; pigeonnier ; parc ; puits ; logement de domestiques ; chai. Gros-œuvre : pierre ; pierre de taille ; moellon ; enduit partiel. Type de couverture : toit à longs pans ; pignon découvert ; pignon couvert. Matériau : tuile plate ; tuile creuse. Escaliers : escalier hors-œuvre ; escalier tournant à retours sans jour.
- Il y avait plusieurs anciennes fermes et maisons (domaine) des siècles précédents :
  - Le domaine de Bel air; Parties constituantes : logement de domestiques ; chai ; cuvier ; remise ; parc. Maison construite dans la première moitié du XIXe siècle ; chai et cuvier de vastes dimensions édifiés dans la seconde moitié du XIXe siècle gros-œuvre : pierre ; moellon ; enduit. couverture  (type) : toit à longs pans ; croupe. Matériau : tuile mécanique. Étages : un étage carré ; un vaisseau. escaliers : escalier intérieur ; escalier tournant à retours avec jour. Typologie : toit à croupes et élévation ordonnancée. État : détruit.
  - Ferme du lieu-dit Langlois. Parties constituantes : remise ; écurie ; puits. Ferme importante vraisemblablement édifiée au XVIIIe siècle car le décor, les baies, datent du XVIIIe siècle mais ce pourrait être un édifice plus ancien remanié radicalement à cette époque. Gros-œuvre : pierre ; moellon. Couverture type : toit à long pans, pignon couvert. Matériau : tuile creuse. étages : 1 étage carré. Décor : sculpture. Représentation : mascaron ; cœur. Escaliers : escalier intérieur ; escalier droit. Typologie : mur gouttereau en façade. État : restauré[36]
- Il y a, dans le village, une ancienne carrière de pierre, maintenant remplie d'eau et une petite forêt appelée par les habitants "Le petit bois".

### Héraldique
Ecu français du XIVe siècle.
| Armes | Les armes de Bonnetan se blasonnent ainsi : Gironné d'argent et d'azur au chef burelé aussi d'azur et aussi d'argent de huit pièces ondées chargé d'un brochet du même. Devise de la commune : aou bouns pescayres, boun estang : aux bons pêcheurs, bon étang. |